# Homer Burton Adkins
Homer Burton Adkins (* 16. Januar 1892 in Newport, Ohio; † 10. August 1949 in Madison, Wisconsin) war ein US-amerikanischer Chemiker.

## Leben und Werk
Adkins erhielt sein Vordiplom an der Universität Denison und promovierte an der Ohio State University im Jahr 1918.
Adkins war eine weltweit anerkannte Autorität auf dem Gebiet der Hydrierung organischer Verbindungen. Er entwickelte unter anderem den Adkins-Katalysator. Adkins prägte auch das Wort Hydrogenolyse und beschrieb sie als chemische Reaktion, bei der ein Molekül durch die Reaktion mit Wasserstoff in kleinere Moleküle gespalten wird. Er entwickelte mit Wesley J. Peterson die Adkins-Peterson-Reaktion, eine Oxidation von Methanol zu Formaldehyd mittels Metalloxid-Katalysatoren.
Adkins beschrieb die wissenschaftliche Forschung wie folgt: Die Grundlagenforschung ist wie das Schießen eines Pfeils in die Luft und wo er landet, wird eine Zielscheibe gemalt.
1942 wurde Adkins in die National Academy of Sciences gewählt. Er bekam von Harry S. Truman die Medal for Merit verliehen.